# Cratere Podor
Podor  è un cratere sulla superficie di Marte.